# Пітер Тош
Пітер Тош (Peter Tosh), справжнє ім'я Уінстон Хюбер Макінтош (Winston Hubert McIntosh; 19 жовтня 1944, Вестморленд — 11 вересня 1987, Кінгстон) — музикант, виконавець Реґі, який був новатором Растафарського руху.

## Біографія
Пітер ріс у Кінгстоні, нетрях Ямайки. Виділявся своїм зростом, який дорівнював 184 см. Через його саркастичний характер він часто вляпувався у халепи, а згодом отримав прізвисько Гостра Бритва. В молодому віці почав захоплюватися співом і грою на гітарі. На це його надихнули американські радіо-станції.
На початку 1960-х Пітер Тош знайомиться з Бобом Марлі та Банні Уайлером.А в 1962 уже є учасником їхнього колективу. Згодом група назвалася The Wailers.
Починаючи з 1970-х років The Wailers стають все більше популярними на Карибах. Група підписала контракт із продюсером Крісом Блеквілом і випускає дебютний альбом.
У 1987 році Пітер Тош отримав нагороду Греммі за Найкращу Роботу в стилі реґі. Проте 11 вересня 1987 року, після того, як Тош повернувся в свій дім на Ямайці, бригада з трьох людей приїхала до його дому, і потребувала грошей. Пітер відповів, що дома грошей не має. Саме в той час його друзі прийшли до нього, щоб привітати з поверненням на Ямайку. Почалася перестрілка, музикант був убитий.

## Дискографія
| Рік  | Назва              | Примітки                                                                                    |
| ---- | ------------------ | ------------------------------------------------------------------------------------------- |
| 1970 | Soul Rebels        | Студійний альбом                                                                            |
| 1973 | Catch A Fire       | Студійний альбом                                                                            |
| 1973 | Burnin'            | Студійний альбом                                                                            |
| 1974 | Rasta Revolution   | Студійний альбом                                                                            |
| 1974 | Natty Dread        | Студійний альбом                                                                            |
| 1975 | Live!              | Запис концерту в «Lyceum Theatre», Лондон, липень 1975                                      |
| 1976 | Rastaman Vibration | Студійний альбом                                                                            |
| 1977 | Exodus             | Студійний альбом                                                                            |
| 1978 | Kaya               | Студійний альбом                                                                            |
| 1978 | Babylon by Bus     | Записи з концертів в Європі                                                                 |
| 1979 | Survival           | Студійний альбом                                                                            |
| 1980 | Uprising           | Студійний альбом                                                                            |
| 1984 | Legend             | Збірка; завдяки його популярності, неодноразово пізніше виходив в різних доповнених версіях |
| 1991 | Talkin' Blues      | Запис концерту в «Record Plant», Сан-Франциско, 1973                                        |
| 2003 | Live At The Roxy   | Запис концерту в «Roxy», Голлівуд, травень 1976                                             |

## Також
| Альбом                                                            | Рік  | Лейбл                         |
| The Wailing Wailers                                               | 1966 | Studio One                    |
| The Best of the Wailers                                           | 1970 | Beverley’s                    |
| Soul Rebels                                                       | 1970 | Upsetter/Trojan               |
| Soul Revolution                                                   | 1971 | Upsetter/Trojan               |
| Soul Revolution Part II                                           | 1971 | Upsetter/Trojan               |
| African Herbsman                                                  | 1973 | Upsetter/Trojan               |
| Rasta Revolution                                                  | 1974 | Upsetter/Trojan               |
| Catch a Fire                                                      | 1973 | Island/Tuff Gong              |
| Burnin'                                                           | 1973 | Island/Tuff Gong              |
| Natty Dread                                                       | 1974 | Island/Tuff Gong              |
| Rastaman Vibration                                                | 1976 | Island/Tuff Gong              |
| Exodus                                                            | 1977 | Island/Tuff Gong              |
| Kaya                                                              | 1978 | Island/Tuff Gong              |
| Survival                                                          | 1979 | Island/Tuff Gong              |
| Uprising                                                          | 1980 | Island/Tuff Gong              |
| Confrontation (posthumous)                                        | 1983 | Island/Tuff Gong              |
| Концертні альбоми                                                 |      |                               |
| Live!                                                             | 1975 | Island/Tuff Gong              |
| Babylon by Bus                                                    | 1978 | Island/Tuff Gong              |
| Talkin' Blues (записано в 1973)                                   | 1991 | Island/Tuff Gong              |
| Live at the Roxy (записано в 1976)                                | 2003 | Island/Tuff Gong              |
| Компіляції                                                        |      |                               |
| Legend                                                            | 1984 | Island/Tuff Gong              |
| Reggae Greats                                                     | 1984 | Island/Tuff Gong              |
| Rebel Music                                                       | 1986 | Island/Tuff Gong              |
| Songs of Freedom                                                  | 1992 | Island/Tuff Gong              |
| Natural Mystic: The Legend Lives On                               | 1995 | Island/Tuff Gong              |
| Bob Marley: Reggae Legend                                         | 1999 | St. Clair                     |
| One Love: The Very Best of Bob Marley & The Wailers               | 2001 | Island/Tuff Gong              |
| Bob Marley and The Wailers: Trenchtown Rock (Anthology '69 — '78) | 2002 | Trojan Records                |
| Gold                                                              | 2005 | Island/Tuff Gong              |
| Africa Unite: The Singles Collection                              | 2005 | Island/Tuff Gong              |
| Компіляція записів пісень в Studio One 1963—1966                  |      |                               |
| One Love at Studio One (double CD)                                | 1991 | Heartbeat Records             |
| Simmer Down at Studio One                                         | 1994 | Heartbeat Records             |
| Wailing Wailers at Studio One                                     | 1994 | Heartbeat Records             |
| The Toughest — collection of Peter Tosh’s Studio One recordings   | 1996 | Heartbeat Records             |
| Destiny: Rare Ska Sides from Studio One                           | 1999 | Heartbeat Records             |
| Wailers and Friends                                               | 1999 | Heartbeat Records             |
| Climb the Ladder                                                  | 2000 | Heartbeat Records             |
| Greatest Hits at Studio One                                       | 2003 | Heartbeat Records             |
| Компіляція записів пісень 1966—1971                               |      |                               |
| Feel Alright                                                      | 2004 | JAD Records/Universal Records |
| Best of the Wailers                                               | 2004 | JAD/Universal                 |
| Soul Rebels                                                       | 2004 | JAD/Universal                 |
| Soul Revolution Part II                                           | 2004 | JAD/Universal                 |
| Soul Revolution Part II(Upsetter Revolution Rhythm)               | 2004 | JAD/Universal                 |
| Universal Masters Collection                                      | 2004 | JAD/Universal                 |
| Original Cuts                                                     | 2004 | JAD/Universal                 |
| 127 King Street                                                   | 2004 | JAD/Universal                 |
| Ammunition Dub Collection                                         | 2004 | JAD/Universal                 |
| Wail’N Soul’M Singles Selecta                                     | 2005 | JAD/Universal                 |
| Grooving Kingston 12 (3-CD boxset)                                | 2004 | JAD/Universal                 |
| Fy-Ah, Fy-Ah (3-CD boxset)                                        | 2004 | JAD/Universal                 |
| Офіційно видані ремікси                                           |      |                               |
| Chances Are                                                       | 1981 | WEA                           |
| Soul Almighty: The Formative Years Vol.1                          | 1996 | JAD                           |
| Black Progress: The Formative Years Vol.2                         | 1997 | JAD                           |
| Dreams Of Freedom: Ambient Translations in Dub                    | 1997 | Island                        |
| Chant Down Babylon                                                | 1999 | Island                        |
| Shakedown: Marley Remix                                           | 2001 | JAD                           |